# Герберга (съпруга на Карломан I)
Вижте пояснителната страница за други личности с името Герберга.
Герберга (на немски: Gerberga; на френски: Gerperge, 8 век) e съпруга на краля на франките Карломан I, брат на Карл Велики.

## Биография
Дъщеря е на лангобарския крал Дезидериус и Анса. Сестра е на Дезидерата (също с име Герберга), първата съпруга на Карл Велики. Сестра е и на Анселперга, Аделперга (омъжена за Аричис II, херцог на Беневенто), Луитперга (съпруга на баварския херцог Тасило III) и на Аделхис.
Герберга се омъжва за Карломан I, от династията на Каролингите, вторият син на Пипин III и Бертрада от Лаон и по-малък брат на Карл Велики. С него тя има две деца: Пипин (* 770 г.) и Ида (може би Св. Ида от Херцфелд).
Съпругът ѝ е крал на франките от 9 октомври 768 до 4 декември 771. Герберга и двете ѝ деца бягат след смъртта на Карломан в лангобардското царство при баща ѝ, крал Дезидериус, и намират при него защита. През 772 г. попадат в ръцете на приближените на Карл Велики и повече няма сведения за нея.